# Fábrica mecánica de Vorónezh
La Fábrica Mecánica de Vorónezh ( en ruso : Воронежский механический завод, ВМЗ) es una empresa de maquinaria de funcionamiento. Su actividad principal es la producción de motores de cohete propulsor líquido. La producción de equipos de gas y petróleo también ha sido importante desde principios de los años noventa del siglo XX. También fabrica motores estrella y otros equipos para aviones y helicópteros.

## Historia
La fábrica de máquinas fue fundada en 1928. Inicialmente realizaba máquinas de limpieza de granos para la agricultura. En noviembre de 1931, comenzó la producción de motores diésel de bajo rendimiento y la planta pasó a llamarse Fábrica de motores diesel. En 1940, comenzó la producción en masa del motor de aviación M-11 para el avión Po-2. Durante la Segunda Guerra Mundial, la fábrica fue evacuada a Andijan, Uzbekistán, donde se fabricaron más de 30,000 motores de aviones durante la guerra.
La segunda mitad de la década de 1950 provocó un cambio importante en la empresa, cuando la fábrica de máquinas comenzó a producir equipos de exploración espacial, especialmente motores de cohetes de propulsores líquidos. Durante el período inicial, también se hicieron lanzadores para aviones de combate. La fábrica mecánica de Vorónezh fabricó el propulsor RD-0109 de la tercera etapa del cohete  Vostok.
En enero de 2017, Roscosmos anunció que las pruebas de disparo revelaron problemas con los motores de la etapa superior del cohete Proton-M producido por Vorónezh. Según la investigación, las aleaciones caras habían sido reemplazadas por aleaciones más baratas y menos resistentes al calor. El director general de Vorónezh, Iván Koptev, renunció.
1.11.2019 se fusionaron las empresas ВМЗ y КБХА.

## Motores cohete producidos

### Motores actuales
Motores en producción actual en la planta:
- RD-0110 - Motor de etapa superior de Soyuz-U, Soyuz-FG y Soyuz-2.1a
- RD-0110R - Motor Vernier de la primera etapa Soyuz-2.1v.
- RD-0124 - Motor de etapa superior de Soyuz-2.1b y Soyuz-2.1v.
- RD-0210 - Motor de segunda etapa Proton-M.
- RD-0211 - Motor de segunda etapa Proton-M.
- RD-0213 - Motor de tercera etapa Proton-M.
- RD-0214 - Motor vernier de tercera etapa Proton-M.

### Antiguos motores
Motores que ya no se producen en la planta.
- RD-0105, un motor de etapa superior Kerolox que impulsó el  Block-E  del cohete    Luna 8K72  y fue el primer motor en alcanzar la velocidad de escape .[9]
- RD-0107 - Motor de etapa superior de  Molniya .
- RD-0108 - Motor de etapa superior del  Voskhod . Versión con calificación humana del RD-0107.
- RD-0109 : un motor de etapa superior RP-1 / LOX que alimentó el Vostok-K Block-E que se utilizó en el lanzamiento de Vostok 1 para orbitar, convirtiendo a Yuri Gagarin en el primer humano en ir al espacio exterior y el primero en orbitar la Tierra .[9]
- RD-0120 - Un motor de LH2 / LOX que impulsó la etapa central del  cohete Energía. Aproximadamente equivalente al SSME.[10]
- RD-0203 - El segundo cohete de combustión organizado en el mundo, y el primer hipergólico. Utilizado en la primera etapa de UR-200
- RD-0204 - Variación leve del RD-0204 con un intercambiador de calor. También se utiliza en la primera etapa de UR-200.
- RD-0206 - Versión de segunda etapa del RD-0203. Utilizado en la segunda etapa de UR-200.
- RD-0207 - Motor vernier de segunda etapa UR-200.
- RD-0208 - Mejora del RD-0203. Utilizado en la segunda etapa UR-500.
- RD-0209 - Mejora del RD-0204. Utilizado en la segunda etapa UR-500.

- RD-0233 - Utilizado en cohetes Rokot y  UR-100NU[11]

## Entradas relacionadas
- KB Khimautomatiki : el diseñador de motores de cohetes que delega la producción en serie a esta planta.
- Centro Espacial Estatal de Investigación y Producción de Khrunichev: el superior corporativo de KBKhA y de esta planta.
- Compañía Unificadas de Cohetes y Espacio: la entidad corporativa propiedad del gobierno que abarcará a todas las corporaciones aeroespaciales en Rusia.

## WWW
- http://www.vmzvrn.ru/